# 葵町 (岡崎市)
葵町（あおいちょう）は愛知県岡崎市の町名。丁目は設定されていない。

## 地理
岡崎市の北西部に位置する。

### 河川
- 早川

### 番地
| - 1 - 2 - 3 - 4 | - 5 - 6 - 7 - 8 | - 9 - 10 - 11 - 12 | - 13 - 14 - 15 - 19 |

## 世帯数と人口
2019年（令和元年）5月1日現在の世帯数と人口は以下の通りである。
| 町丁 | 世帯数  | 人口  |
| ---- | ------- | ----- |
| 葵町 | 300世帯 | 649人 |

### 人口の変遷
国勢調査による人口の推移
| 1995年（平成7年）  | 570人 | [ WEB 5 ] |  |
| 2000年（平成12年） | 620人 | [ WEB 6 ] |  |
| 2005年（平成17年） | 744人 | [ WEB 7 ] |  |
| 2010年（平成22年） | 746人 | [ WEB 8 ] |  |
| 2015年（平成27年） | 673人 | [ WEB 9 ] |  |

## 小・中学校の学区
市立小・中学校に通う場合、学区は以下の通りとなる。
| 番・番地等 | 小学校             | 中学校             |
| ---------- | ------------------ | ------------------ |
| 全域       | 岡崎市立広幡小学校 | 岡崎市立城北中学校 |

## 歴史
額田郡日名村の一部を前身とする。

### 沿革
- 1976年（昭和51年）3月25日 - 日名町・伊賀町・元能見町の各一部により、葵町として成立した[1]。

## 施設
- ファミリーマート岡崎葵町店
- ローソン岡崎葵町店
- ザめしや岡崎葵町店
- 鳥貴族北岡崎店
- ピタットハウス北岡崎店
- トヨタレンタリース愛知岡崎店

## 交通
- 愛知環状鉄道・愛知環状鉄道線 北岡崎駅[2]
- 愛知県道56号名古屋岡崎線（平針街道）[2]

## その他

### 日本郵便
- 郵便番号 : 444-0913[WEB 3]（集配局：岡崎郵便局[WEB 11]）。

### WEB
1. ↑  “愛知県岡崎市の町丁・字一覧”.   人口統計ラボ. 2019年5月19日閲覧。
2. 1 2  “支所・町別人口・世帯集計表（各月１日現在）” (XLS).   岡崎市（統計ポータルサイト） (2019年5月1日). 2019年5月19日閲覧。
3. 1 2  “郵便番号”.  日本郵便. 2019年5月19日閲覧。
4. ↑  “市外局番の一覧”.   総務省. 2019年5月19日閲覧。
5. ↑  総務省統計局 (2014年3月28日). “平成7年国勢調査の調査結果(e-Stat) - 男女別人口及び世帯数 －町丁・字等”. 2019年3月23日閲覧。
6. ↑  総務省統計局 (2014年5月30日). “平成12年国勢調査の調査結果(e-Stat) - 男女別人口及び世帯数 －町丁・字等”. 2019年3月23日閲覧。
7. ↑  総務省統計局 (2014年6月27日). “平成17年国勢調査の調査結果(e-Stat) - 男女別人口及び世帯数 －町丁・字等”. 2019年3月23日閲覧。
8. ↑  総務省統計局 (2012年1月20日). “平成22年国勢調査の調査結果(e-Stat) - 男女別人口及び世帯数 －町丁・字等”. 2019年3月23日閲覧。
9. ↑  総務省統計局 (2017年1月27日). “平成27年国勢調査の調査結果(e-Stat) - 男女別人口及び世帯数 －町丁・字等”. 2019年3月23日閲覧。
10. ↑  “岡崎市立小中学校通学区域”.   岡崎市 (2018年6月9日). 2019年5月19日閲覧。
11. ↑  “郵便番号簿 2018年度版” (PDF).   日本郵便. 2019年5月18日閲覧。

### 書籍
1. 1 2  「角川日本地名大辞典」編纂委員会 1989, p. 69.
2. 1 2 3  「角川日本地名大辞典」編纂委員会 1989, p. 1622.